# ماكسفالو توكاي
تعتبر ماكسفالو توكاي Maxvalu Tokai Co., Ltd. (マックスバリュ東海株式会社 Makkusubaryu Tōkai Kabushiki-gaisha) (بورصة طوكيو: 8198) إحدى أكبر متاجر تجارة التجزئة في اليابان. كان اسمها «ياوهان» حتى عام 2000، لكن تم تغييره بعد إفلاسها وشراءها من قبل مجموعة ÆON.

## روابط خارجية
- توكاي (باليابانية)

لم يتم العثور على روابط لمواقع التواصل الاجتماعي.